# Праздники Сирии
Список праздников, официально отмечаемых в Сирии.
| Дата              | Название               | Местное название             | Примечание                                                                                    |
| ----------------- | ---------------------- | ---------------------------- | --------------------------------------------------------------------------------------------- |
| 1 января          | Новый год              | Эйд Рас ас-Санах аль-Миладия |                                                                                               |
| 8 марта           | День революции 8 марта | Таурат ат-Тамин мин Адар     | Празднуется приход к власти партии Баас                                                       |
| 21 марта          | День матери            | Эйд аль-Умм                  |                                                                                               |
| 17 апреля         | День независимости     | Эйд аль-Гала                 | Празднуется эвакуация последних французских войск                                             |
| непостоянная дата | Григорианская Пасха    | Эйд аль-Фиш Григури          | Пасха по Григорианскому календарю                                                             |
| непостоянная дата | Юлианская Пасха        | Эйд аль-Фиш аль-Юлиюсы       | Пасха по Юлианскому календарю                                                                 |
| 1 мая             | День труда             | Эйд аль-Уммал                |                                                                                               |
| 6 мая             | День мучеников         | Эйд ас-Сухада                | День памяти сирийских националистов, казнённых турками в Дамаске во времена Османской империи |
| 6 октября         | День Октябрьской войны | Харб Тешрин аль-Тахририйя    | День начала Войны Судного дня                                                                 |
| 25 декабря        | Рождество              | Эйд аль-Милад аль-Маджид     |                                                                                               |

| Дата              | Название                  | Местное название             |
| ----------------- | ------------------------- | ---------------------------- |
| 1 мухаррама       | Мусульманский Новый год   | Эйд Рас ас-Санат аль-Хиджрия |
| 12 рабиуль-аввала | День рождения Пророка     | аль-Мавлид ан-Набави         |
| 1 шавваля         | Окончание Рамадана        | Эйд аль-Фитр                 |
| 10 зульхиджа      | Праздник жертвоприношения | Эйд аль-Адха                 |